# Prailles
Prailles foi uma comuna francesa na região administrativa da Nova Aquitânia, no departamento de Deux-Sèvres. Estendia-se por uma área de 18,86 km². Em 2010 a comuna tinha 972 habitantes (densidade: 51,5 hab./km²).
Em 1 de janeiro de 2019, passou a formar parte da nova comuna de Prailles-La Couarde.